# Diario 2001
El Diario 2001 es un periódico venezolano fundado el 2 de julio de 1973, es producto de la creación de uno de los editores más prestigiosos y reconocidos de Hispanoamérica, Armando de Armas Meléndez, quien lo concibió como un periódico popular, el cual marcó pauta en cuanto a color y temática en Venezuela. Hoy en día se ha reafirmado como un diario popular en el que las comunidades de todo el país se ven reflejadas día a día. Además, su sección de farándula (Chepa Candela) es una de las más seguidas en la prensa nacional.
A diferencia de los demás periódicos se caracteriza por usar un lenguaje coloquial en las noticias para facilitar la comprensión lectora por parte de las clases populares (desde luego sin emplear lenguaje soez por respeto a las familias). 

## Historia
El Diario 2001 nunca fue una de esas aventuras editoriales que se conciben, entre otras cosas, para la exclusiva captación de publicidad y como medio para hacer rentable un negocio. Si bien es cierto que como empresa comercial es floreciente, como la totalidad de las iniciativas editoriales del Bloque Dearmas el diario tiene señalados derroteros de mejores rumbos y destinos como organización al servicio de la comunidad. Se ha convertido en un medio de comunicación de alta aceptación. Su primera edición rebasó todos los cálculos y no solo eso, fue bondadosamente aceptado en el país. 
Desde los cuatro puntos cardinales de Venezuela se lo comenzó a demandar y, gracias a esa receptividad, no tardó en estar junto a las publicaciones que comandan las cifras de circulación, hasta el punto que se hace obligatorio en la lectura matutina del político, del trabajador, del obrero, del ama de casa, del deportista, en fin de todos aquellos que desean estar informados del acontecer doméstico y foráneo. Su presentación a todo color, con portadas de títulos llamativos y grandes fotografías, sus reportajes de actualidad, sus informaciones precisas y de agradable lectura le colocan en un sitio privilegiado en el concierto de la prensa escrita nacional, por aquello de que maneja de manera responsable, habilidosa y rigurosamente científica, la creación de opinión. 
El diario debe su sitial y reconocimiento a ese estilo suyo de publicación responsable y a la vanguardia informativa nacional que siempre lo ha caracterizado.
Durante sus años de existencia ha realizado una labor tesonera y en los que, por encima de todos los naturales escollos y tropiezos que ha tenido que vencer, cuenta con grandes satisfacciones. La primera, haber cumplido a cabalidad con las metas originales que fueron trazadas por su editor, Don Armando De Armas, que no han sido otras que la de convertirse en caja de resonancia y natural aliado de las aspiraciones e inquietudes populares. 
En materia de color, el diario no solo revolucionó el medio convirtiéndose en el primer diario que en Venezuela hacía despliegue de cuatricromías en su contenido y dejando atrás a las publicaciones que para entonces, tímidamente, apenas empleaban un par de colores de los denominados planos, sino que obligó a la prensa nacional a utilizar con mayor frecuencia el color. 
Es el único diario del mundo con su nombre totalmente en números (2001).

## Chica 2001
Al igual que el diario Meridiano, en su contraportada suele poseer una sección donde suele salir una chica (generalmente en bikini o ropa íntima) junto con un texto sugerente que se conoce como Chica 2001.
Es bueno destacar que este nombre también fue utilizado para un concurso de belleza organizado por el Bloque Dearmas, el cual venía a ser una especie de competencia con el Miss Venezuela (si bien las ganadoras no solían competir en concursos internacionales). Dicho concurso fue transmitido por Radio Caracas Televisión entre 1982 y 1994. Este concurso dejó de realizarse debido a factores como las secuelas de la crisis bancaria de 1994.